# Конвой Балікпапан – Трук (30.11.43 – 11.12.43)
Конвой Балікпапан — Трук (30.11.43 — 11.12.43) — японський конвой часів Другої світової війни, проведення якого відбувалось у листопаді — грудні 1943.
Вихідним пунктом конвою був один з головних центрів нафтовидобувної промисловості Південно-Східної Азії Балікпапан, розташований на східному узбережжі острова Борнео. Пунктом призначення став атол Трук у центральній частині Каролінських островів, де до лютого 1944-го була головна база японського ВМФ у Океанії та транспортний хаб, що забезпечував постачання Рабаула (головна передова база в архіпелазі Бісмарка, з якої провадились операції на Соломонових островах та сході Нової Гвінеї) і Східної Мікронезії.
До складу конвою увійшли танкери «Кеньо-Мару» (Kenyo Maru), «Кокуйо-Мару» і «Адзума-Мару», які первісно супроводжували мисливець за підводними човнами CH-6 та ще якийсь один неідентифікований корабель.
Загін вийшов із Балікпапану 30 листопада 1943-го. 3 грудня за три сотні кілометрів на південний захід від Палау (важлива японська база на заході Каролінських островів) конвой перехопив американський підводний човен USS Tinosa. Надвечір він дав триторпедний залп та уразив однією торпедою «Адзума-Мару», який загорівся, уповільнився та відстав від конвою. USS Tinosa спробував наблизитись до танкера в надводному положенні, проте японці відкрили вогонь із гармат і кулеметів, що змусило субмарину зануритись. За півтори години після першої атаки USS Tinosa випустив ще три торпеди. «Адзума-Мару» вибухнув та затонув, загинуло 50 членів екіпажу і 18 пасажирів.
4 грудня 1943-го конвой прибув на Палау, де від нього, ймовірно, відокремився попередній ескорт. «Кокуйо-Мару» тієї ж доби попрямував уперед, тоді як «Кеньо-Мару» затримався й рушив лише 7 грудня, тепер у супроводі есмінця «Акігумо». 11 грудня цей загін прибув на Трук.